# خواكين فالي
خواكين فالي (بالإسبانية: Joaquín Valle Benítez)‏ (18 أبريل 1916 بلاس بالماس دي غران كناريا في إسبانيا - 23 ديسمبر 1980) هو لاعب كرة قدم إسباني في مركز الهجوم. لعب مع إسبانيول ونادي نيس وEF Nice-Côte d'Azur ‏.

## وصلات خارجية
- خواكين فالي على موقع قاعدة بيانات كرة القدم.إي يو (الإنجليزية)